# Maria Pia Marsala
Maria Pia Marsala (...) è un'attrice italiana.

## Filmografia

### Cinema
- ...e tu vivrai nel terrore! - L'aldilà, regia di Lucio Fulci (1981) - Jill
- Cicciabomba, regia di Umberto Lenzi (1982)
- Die Reise (The Journey), regia di  Markus Imhoof (1986)
- Bangkok... solo andata, regia di Fabrizio Lori (1989)

### Televisione
- Patto con la morte, miniserie TV (1982) - Ingrid (1x02; 1x03)
- College, serie tv (1984)
- La ciociara (miniserie televisiva) (1989)